# Milan Ristovski
Milan Ristovski (en macedonio: Дарко Велковски; Skopje, 8 de abril de 1998) es un futbolista macedonio que juega en la demarcación de delantero para el Bohemians 1905 de la Liga de Fútbol de la República Checa.

## Trayectoria
Ristovski comenzó su carrera en el club de su ciudad natal, el F. K. Rabotnički Skopje, En febrero de 2017 fue cedido al H. N. K. Rijeka de Croacia hasta junio de 2017, donde se unió a su hermano mayor Stefan. En julio fue cedido nuevamente al equipo croata con opción de compra, esta vez para toda la temporada.
Después de la cesión de media temporada con el club, en julio de 2021, firmó con el F. C. Spartak Trnava con un contrato de tres años. Se convirtió en futbolista más caro en la historia del club, aunque la cifra del traspaso no fue revelada.

## Selección nacional
Tras jugar con la selección de fútbol sub-17 de Macedonia del Norte, la sub-18, la sub-19 y la sub-21, finalmente debutó con la selección absoluta el 4 de junio de 2021. Lo hizo en un partido amistoso contra Kazajistán que finalizó con un resultado de 4-0 a favor del combinado macedonio tras los goles de Ezgjan Alioski, Ivan Tričkovski, Darko Churlinov y uno del propio Ristovski.

### Participaciones en Eurocopas
| Eurocopa      | Sede   | Resultado    | Partidos | Goles |
| ------------- | ------ | ------------ | -------- | ----- |
| Eurocopa 2020 | Europa | Primera fase | 1        | 0     |

### Goles internacionales
| # | Fecha                   | Estadio                                               | Oponente   | Gol | Resultado | Competición                         |
| - | ----------------------- | ----------------------------------------------------- | ---------- | --- | --------- | ----------------------------------- |
| 1 | 4 de junio de 2021      | Toše Proeski Arena, Macedonia del Norte               | Kazajistán | 3-0 | 4-0       | Amistoso                            |
| 2 | 11 de noviembre de 2021 | Estadio Republicano Vazgen Sargsyan, Armenia          | Armenia    | 0-4 | 0-5       | Clasificación para el Mundial 2022  |
| 3 | 2 de junio de 2022      | Ludogorets Arena, Razgrad, Bulgaria                   | Bulgaria   | 1-1 | 1-1       | Liga de Naciones de la UEFA 2022-23 |
| 4 | 17 de octubre de 2023   | Estadio Blagoj Istatov, Strumica, Macedonia del Norte | Armenia    | 2-0 | 3-1       | Amistoso                            |

## Clubes
| Club                 | País                | Año       | Partidos | Goles |
| -------------------- | ------------------- | --------- | -------- | ----- |
| F. K. Rabotnički     | Macedonia del Norte | 2014-2017 | 33       | 1     |
| H. N. K. Rijeka      | Croacia             | 2017-2018 | 1        | 0     |
| N. K. Krško (cedido) | Eslovenia           | 2018-2019 | 20       | 2     |
| H. N. K. Rijeka      | Croacia             | 2019      | 3        | 0     |
| FC Nitra (cedido)    | Eslovaquia          | 2019-2020 | 32       | 15    |
| H. N. K. Rijeka      | Croacia             | 2020      | 3        | 0     |
| F. C. Spartak Trnava | Eslovaquia          | 2021-2023 | 113      | 22    |
| Bohemians 1905       | República Checa     | 2024-     | 38       | 0     |

## Palmarés

### Campeonatos nacionales
| Título                  | Club                 | País                | Año  |
| ----------------------- | -------------------- | ------------------- | ---- |
| Copa de Macedonia       | F. K. Rabotnički     | Macedonia del Norte | 2015 |
| Primera Liga de Croacia | H. N. K. Rijeka      | Croacia             | 2017 |
| Copa de Croacia         | H. N. K. Rijeka      | Croacia             | 2019 |
| Copa de Croacia         | H. N. K. Rijeka      | Croacia             | 2020 |
| Copa de Eslovaquia      | F. C. Spartak Trnava | Eslovaquia          | 2022 |
| Copa de Eslovaquia      | F. C. Spartak Trnava | Eslovaquia          | 2023 |